# Clovis Hugues
Ne doit pas être confondu avec Clovis Trouille.
Clovis Hubert Hugues, né à Ménerbes (Vaucluse) le 3 novembre 1851, et mort à Paris le 11 juin 1907, est un poète, romancier et homme politique français.
Il est l'époux de la sculptrice Jeanne Royannez (1855-1932) et le père de Mireille Andrieu.

## Biographie

### Du séminaire au journalisme
Ce fils de meunier fait ses humanités à Saint-Didier au séminaire de Sainte-Garde sans pour autant entrer dans les ordres. À sa sortie, il tâte du journalisme à Marseille et se décrit comme un Ruy Blas littéraire.

### La Commune de Marseille

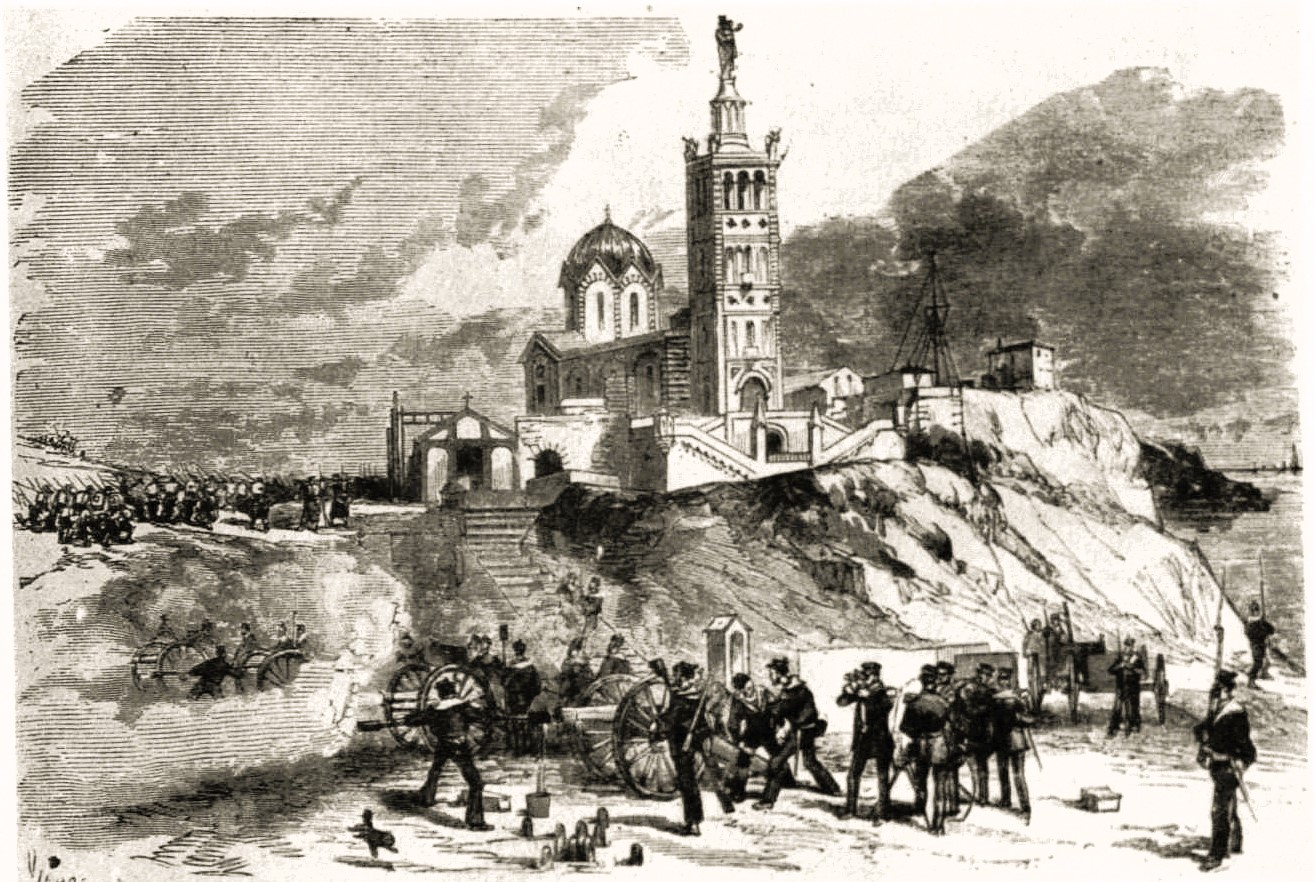
L'armée bombardant les insurgés marseillais depuis Notre-Dame-de-la-Garde, le, dernier épisode de la Commune de Marseille.

Il a dix-neuf ans quand éclate la Commune insurrectionnelle de Marseille. Il est à Marseille quand l'avocat-poète Gaston Crémieux proclame la « république sociale » le 23 mars 1871. Elle dure jusqu'au 4 avril quand la troupe régulière écrase le bastion communaliste de la préfecture, à l'aide des canons de Notre-Dame-de-la-Garde.
Le 21 septembre 1871, défendant en août les hommes de la Commune dans un article du Vrai Marseillais, Hugues est condamné à trois ans de prison et à une amende de 6 000 francs pour délit de presse, par le 1er conseil de guerre permanent de la 9e division militaire siégeant à Marseille du général Espivent de La Villesboisnet,.

### Sa peine de prison
Hugues commence sa peine de prison le 9 novembre 1871. D'abord à la maison de correction d'Avignon, il est transféré à la prison cellulaire de Tours le 3 mars 1872. À Tours, il retrouve Auguste Sorbier, autre marseillais condamné pour délit de presse à la suite de la Commune de Marseille. Au cours de sa peine, il côtoie Eugène Garaudel, Joseph Pollio et Marc-Amédée Gromier, journalistes comme lui.
Sa peine se déroule sans incident notable. Mais ses relations avec l'administration pénitentiaire et plus particulièrement le directeur Emmanuel Matthieu se détériorent à la suite des confiscations de lettres par ce dernier, surtout lors de l'été 1874, marqué par la tentative de suicide de l'un de ses codétenus.
Sa peine se termine le 9 novembre 1874, mais son amende de 6 000 francs étant impayée, il reste en détention à cause de la contrainte par corps de 2 ans et doit donc passer à la catégorie des détenus pour dette. Cependant, à sa demande, il resta dans la catégorie des détenus pour délit de presse.
Le 18 juin 1875, Hugues est gracié par le Président de la République Patrice de Mac Mahon. Il sort de prison quelques jours après et retourne à Marseille avec Joseph Pollio.

### Son mariage avec Jeanne Royannez

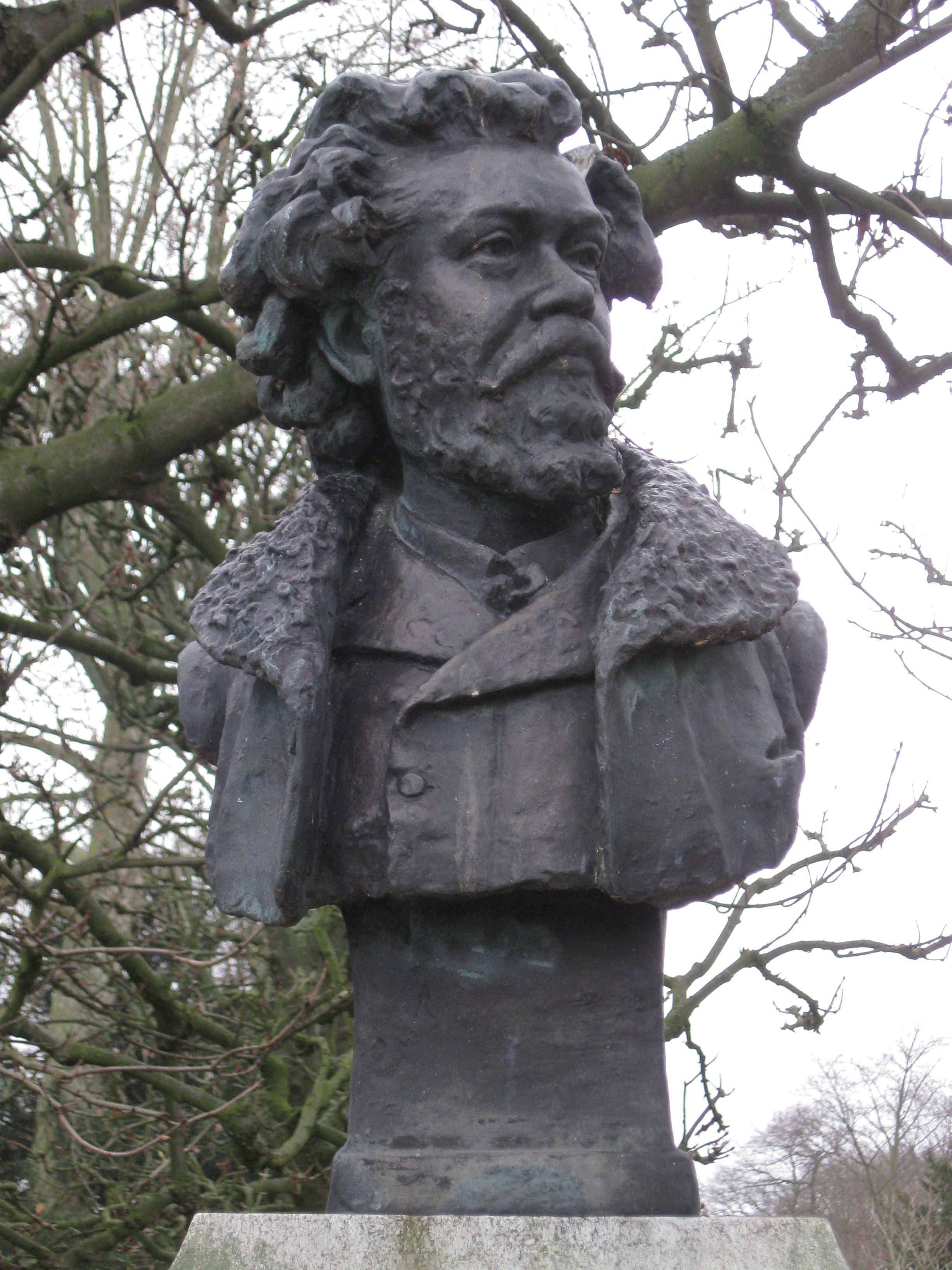
Buste de Clovis Hugues, au jardin des Félibres de Sceaux, sculpté par son épouse Jeanne Royannez.

Libéré, Hugues reprend la plume dans les colonnes de La Jeune République pour demander l'amnistie des prisonniers politiques et des communards. Parce que son journal le charge d'une enquête sur les milieux socialistes, il rencontre des vieux quarante-huitards dont le journaliste républicain Adolphe Royannez (1829-1894), directeur de L’Athée et de La Voix du Peuple, membre de la Commune de Marseille, compagnon de Gaston Crémieux, proscrit en 1851, et tombe amoureux de sa fille, Jeanne Royannez, qu'il épouse à la mairie de Toulon le 30 novembre 1876.

### Le duel
De retour à Marseille, le couple est dénoncé le 9 mars 1877 dans L'Aiglon des Bouches-du-Rhône comme ne s'étant pas marié à l'église. L'affaire va jusqu'à une rencontre sur le pré entre le dénonciateur et le calomnié. Hugues sort vainqueur de ce duel après avoir occis son fielleux confrère d'un coup d'épée. Il est acquitté par la cour d'assises d'Aix-en-Provence, le 22 février 1878.

### Le militant socialiste
En mars 1878, il est candidat radical-socialiste dans la 2e circonscription des Bouches-du-Rhône en remplacement de François-Vincent Raspail, décédé, mais il n'est pas élu.
En 1879, il participe à Marseille au Congrès constitutif de la Fédération du parti des travailleurs socialistes de France (FPTSF) et se présente sous cette bannière aux élections de 1881, dans la même circonscription. Il est élu au second tour de scrutin, par 5 456 voix (10 009 votants, 19 940 inscrits), contre 4 414 à M. Simonin, républicain modéré). Il entre à la Chambre des députés, devenant ainsi le premier adhérent à un parti ouvrier élu à la Chambre. Le nouveau député déclare que grâce à son élection « il fera des petits ». Le jeune élu socialiste des Bouches-du-Rhône et son épouse s'installent à Paris.

### Député et poète
Hugues commence alors à publier ses poèmes dans Le Tambourin et dans La Lune rousse, hebdomadaire qu'il édite avec André Gill. Tout en écrivant ses poèmes, il attaque à la Chambre Jules Ferry, morigène le ministre de la guerre de Gambetta, exige la libération des communards et fait l'éloge des mineurs de Decazeville en grève. Puis rentré chez lui, auprès de Jeanne, il reprend la plume pour composer en alexandrins Les Soirs de bataille ou Les Jours de combat. Maurice Blum écrit d'ailleurs à son propos : « Ce poète si soucieux du classicisme de ses alexandrins s'emploie sans relâche à briser le cadre de la société de l'époque ».
Il gagne, en 1884, le concours poétique sur le vin de Champagne, organisé par Armand Bourgeois et doté par le Champagne Moët & Chandon,.

### L'affaire Morin
Une ancienne voisine de Jeanne, la comtesse d'Osmont, qui jouit de quelques protections, s'emploie à briser le ménage en ruinant la réputation de Jeanne Royannez et à tenter de mettre un terme à la carrière politique de Clovis Hugues. Elle en charge son homme de paille, Jean Morin, qui réussit dans un premier temps à jeter un tel trouble que le tribun socialiste se voit interdire par son parti d'assister aux funérailles de Louis Blanc en 1882.
Les plaintes déposées par le couple menèrent le corbeau devant un tribunal, qui le condamne le 3 décembre 1883. Les relations de la comtesse jouent et Morin se retrouve rapidement hors de sa prison et recommence ouvertement son petit jeu de calomnie contre son épouse.

### La vengeance de Jeanne Royannez

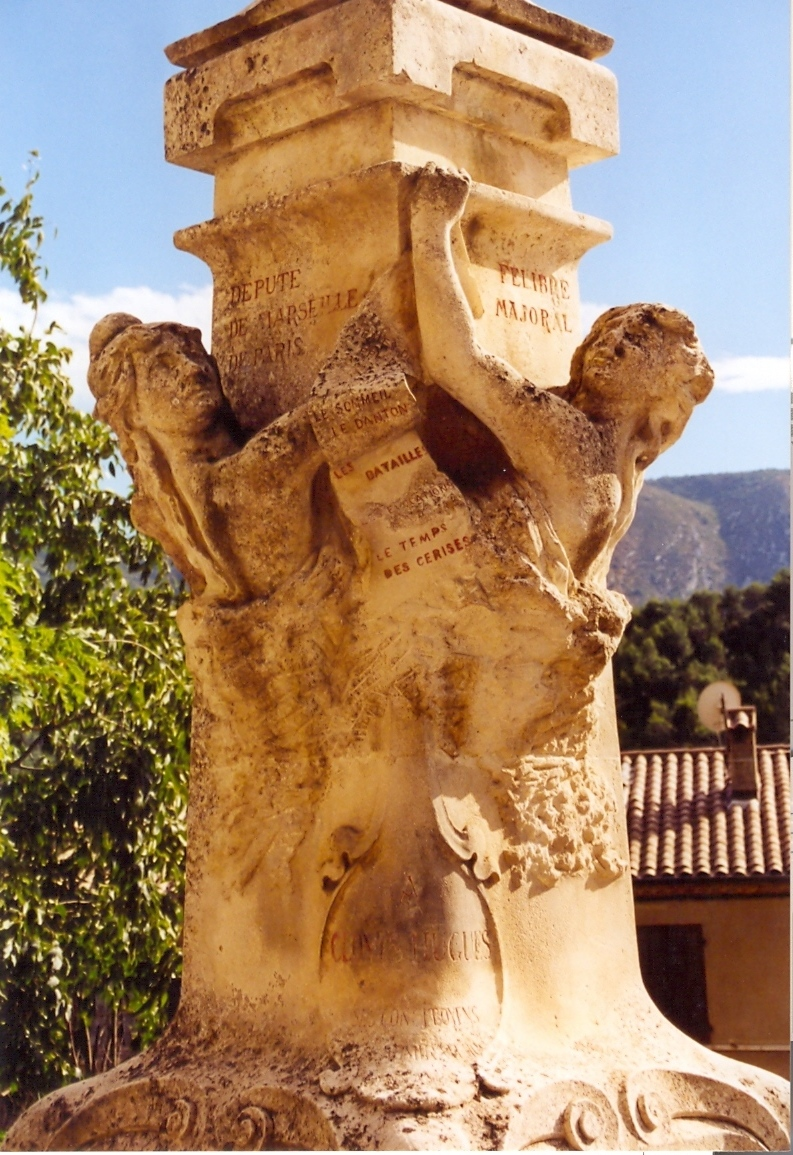
Félix Devaux, Monument à Clovis Hugues à Ménerbes (Vaucluse).

Repris, Morin allait être rejugé le 27 novembre 1884 quand une argutie juridique repousse son procès.
Excédée par quinze mois de tortures morales et par le persiflage du calomniateur qui se vante de son impunité, Jeanne Royannez sort alors un revolver et tire par trois fois sur Morin qui s'écroule mortellement blessé. L'affaire fait grand bruit, à tel point que le procès est accéléré et que Royannez est acquittée par ses juges le 8 janvier 1885.

### Le révolutionnaire devient boulangiste
Clovis Hugues est réélu à la Chambre en 1885 et se joint bientôt au mouvement boulangiste. En 1893, il devient député de Paris, conservant son siège jusqu'en 1906. Il continue à publier ses poèmes, romans et comédies, œuvres pleines d'esprit et de vitalité. Fait membre d'honneur du Flourege Prouvençau par Frédéric Mistral, il rédige de nombreux écrits en provençal et est élu, en 1898, Majoral du Félibrige (Cigalo de Durènço).
Clovis Hugues, qui apprécie beaucoup la ville d'Embrun (Hautes-Alpes), souhaite y être enterré. L'une des rues principales de la cité porte son nom et une statue à sa mémoire se trouve dans un parc de la ville.
À la fin du XIXe siècle, il fulmine en vers contre les « financiers » dans La Libre Parole.

### Hommage
En 1899, Alphonse Allais pastiche — affectueusement, semble-t-il, comme pour un alter ego qui aurait fait de la politique — Clovis Hugues, en imaginant qu'il est l'auteur d'Une importante innovation financière (Ne nous frappons pas, p. 983-984, in Œuvres Anthumes, réd. Robert Laffont, coll. Bouquins) : un impôt-loterie ! Il rédige un compte rendu parodique de séance parlementaire, où l'on peut « entendre », peut-être, la manière du tribun, avec toutes les réserves que comportent et l'exercice de style et la tentation de la caricature, à laquelle ne manque pas de céder Allais.
La ville de Cavaillon a donné son nom à l'un de ses collèges et celle d'Aix à l'une de ses rues (un lycée privé donnant sur cette rue a également pris le nom de Clovis Hugues). Émerainville a donné son nom à l'une de ses rues en 1982. Pierre Andrieu, maire de la commune de 1977 à 1993, est un arrière-petit-fils de Clovis Hugues. Il a, aussi, une rue à son nom à Marseille, à Clermont-Ferrand, à Saint-Étienne, à Lille (quartier de Fives) également à Vitrolles (Bouches-du-Rhône), Saint-Denis et Paris (dont il est l'élu en 1893, battant Aristide Briand). Il a, aussi, un buste aux Buttes-Chaumont, un autre dans le Parc de Sceaux, un autre à Ménerbes et un dernier à Embrun, où il est enterré.

### Principales œuvres
Divers

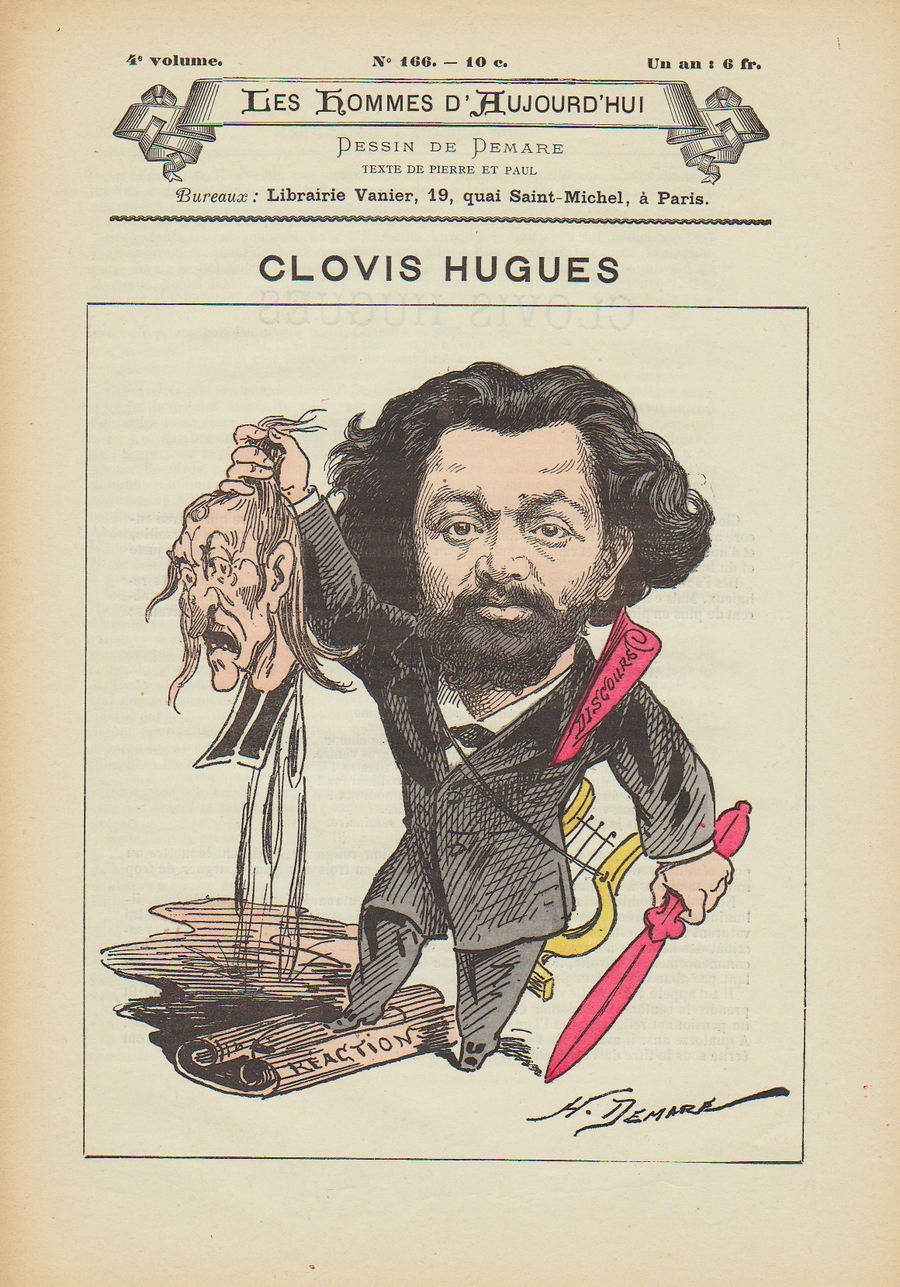
Caricature de Clovis Hugues par Henri Demare (vers 1881), Les Hommes d'aujourd'hui, n°166.

- Lettre de Marianne aux républicains, Imprimerie Clappier, 1871

Poésie
- Poèmes de prison (1875), écrits durant sa détention
- La Charrue (1876)
- Les Soirs de bataille, Alphonse Lemerre, (1883)
- Jours de combat, Dentu, (1883)
- Les Evocations, G.Charpentier, (1885)
- Le Travail (1889)
- La Chanson de Jehanne d'Arc, Bibliothèque Charpentier, 1900
- Les Roses du Laurier, Bibliothèque Charpentier, 1903
- Pour les Macédoniens, 1903
- Ode au vagin (10 août 1906)[14]

Romans
- La Vierge rouge, (1881)
- Madame Phaëton (1885)
- Monsieur le gendarme, roman villageois (1891)

Théâtre
- Une Étoile (1888)
- Le sommeil de Danton, drame en 5 actes (1888)
- Les Joujoux du théâtre, comédies enfantines : Cendrillon, La Boîte à musique, La Maison des dimanches, Tyl l'Espiègle, illustrations de Louis Bailly, Delagrave, (1905).

## Récompenses
- Prix de poésie de l’Académie française 1889 pour Le Travail.
- Prix Archon-Despérouses 1900[15].

## Iconographie
- Jeanne Royannez, Buste de Clovis Hugues, 1887, jardin des Félibres du parc de Sceaux.
- Félix Devaux, Monument à Clovis Hugues, Ménerbes.

## Clovis Hugues dans la culture populaire
- Le crime ne paie pas film à sketchs de Gérard Oury mettant en scène L'affaire Hugues, avec Philippe Noiret (Clovis Hugues) et Michèle Morgan (Jeanne Hugues), adaptation et dialogue de Henri Jeanson.
- Jihel alias Jacques Lardie, créateur dans les années 1970 de dessins satiriques sur Clovis Hugues dans une série intitulée Ciment de l'histoire.